# James Tillis

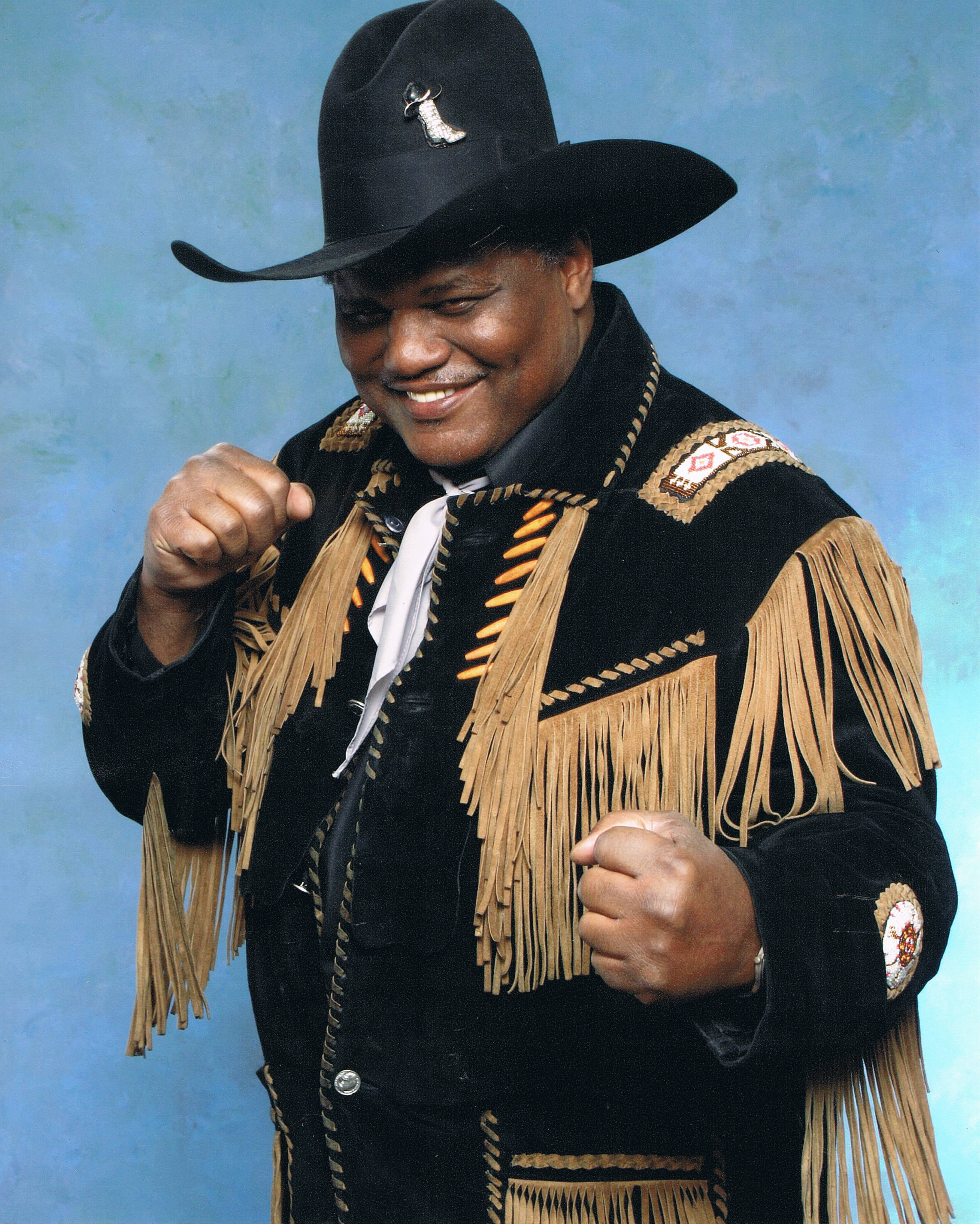
James Tillis

James Tillis, é um lutador norte-americano de boxe profissional, categoria dos pesos pesados.

## Carreira
Perdeu para o brasileiro Adílson Maguila Rodrigues, algumas lutas antes do lutador brasileiro perder a histórica luta contra Evander Holyfield. A vitória sobre Tillis foi uma das mais importantes de Maguila.
James "Quick" Tillis foi um dos poucos boxeadores a não ser nocauteado e "resistir" 10 rounds com Mike Tyson em começo de carreira. Teve muitas outras lutas importantes, destacando a contra Evander Holyfield, que debutava na categoria dos pesados.    